# Erik Hamrén
Erik Anders Hamrén (Ljusdal, 27 de junho de 1957) é um treinador de futebol  e ex-futebolista sueco. Atualmente, treina a  Seleção da Islândia.

## Carreira
Como jogador, Hamrén teve uma carreira sem destaque, atuando por apenas 2 times (Ljusdals e Stockviks), pendurando as chuteiras em 1980.
Seu trabalho mais relevante como técnico de futebol, além da Seleção Sueca, treinada por ele desde 2009, foi no Aalborg, onde permaneceu durante 5 anos.
Hamren comandou o elenco da Seleção Sueca de Futebol da Eurocopa de 2016.

## Títulos

### Como treinador
Rosenborg BK
- Campeonato Norueguês: 2008-09

AaB Aalborg
- Campeonato Dinamarquês: 2007-08

Örgryte IS
- Copa da Suécia: 1999-00

AIK
- Copa da Suécia: 1996-97